# Yngve Hagerman
Yngve Birger Hagerman, född den 10 november 1911 i Stockholm, död där den 9 januari 2012, var en svensk ämbetsman. Han var bror till Tor, Vidar och Helge Hagerman.
Hagerman avlade studentexamen 1930 och examen som bergsingenjör vid Kungliga Tekniska Högskolan 1936. Han bedrev malmundersökningar på Västgrönland 1936, var anställd vid LKAB och Ljusnarsbergs gruvor 1937–1940 och gruvingenjör vid bergmästareämbetet i Luleå 1941. Hagerman bedrev konsultverksamhet i Stockholm från 1944 och distriktsingenjör vid yrkesinspektionen 1948 samt byrådirektör vid arbetarskyddsstyrelsen 1949. Han var ledamot av kommunalfullmäktige i Stocksund 1951–1958 och av kommunalnämnden 1952–1955. Hagerman publicerade artiklar i tidskrifter. Han är begraven i minneslunden på Norra begravningsplatsen i Stockholm.